# كريغ أنتون
كريغ أنتون (بالإنجليزية: Craig Anton)‏ مواليد 28 أغسطس 1962 في أوماها، الولايات المتحدة، هو ممثل أمريكي بدأ مسيرته الفنية سنة 1989.

## الأعمال

### أفلام
- سو: تراث (2016)

### مسلسلات
- ماد من (2013)
- مدمني العمل (2010) (بدور: بارت)
- المكتب (2006) (بدور: كريغ)
- بوسطن ليغال (2006) (بدور: راي ريتشاردسون)
- الجميع يحب رايموند (2002) (بدور: نيل)
- ذا كينغ أوف كوينز (2001)
- آلي مكبيل (2001)
- اكبح حماسك (2000) (بدور: كريغ)
- المدرب (1996) (بدور: براين)
- ماد تي في (1995)

### التمثيل الصوتي
- مستر شو مع بوب وديفيد (1995)

## روابط خارجية
- كريغ أنتون على موقع IMDb (الإنجليزية)
- كريغ أنتون على موقع ألو سيني (الفرنسية)
- كريغ أنتون على موقع أول موفي (الإنجليزية)
- كريغ أنتون على موقع قاعدة بيانات الفيلم (الإنجليزية)
- كريغ أنتون على موقع كينوبويسك (الروسية)